# Ituri (fiume)
L'Ituri è un fiume dell'Africa centrale (Repubblica Democratica del Congo); costituisce un ramo sorgentizio dell'Aruwimi, importante affluente del Congo. Il fiume dà il nome a una delle province della R. D. del Congo (provincia dell'Ituri).
Nel bacino idrografico del fiume si estende una vasta regione di foresta equatoriale, estesa su più di 60.000 chilometri quadrati, chiamata foresta dell'Ituri, dove risiedono importanti popolazioni di pigmei Mbuti.